# أستطيع أن أسمع صوتك
استطيع ان اسمع صوتك (بالكورية: 너의 목소리가 들려) هو مسلسل كوري جنوبي من بطولة لي بو يونغ، إي جونغ سوك، يون سانغ هيون ولي داهي. عرض المسلسل على قناة إس بي إس تي في في الفترة من 5 يونيو حتى 1 أغسطس 2013.

## روابط خارجية
استطيع ان اسمع صوتك على موقع IMDb (الإنجليزية)
- استطيع ان اسمع صوتك على موقع نتفليكس (الإنجليزية)
- استطيع ان اسمع صوتك على موقع فيلمافينيتي (الإسبانية)
- استطيع ان اسمع صوتك على موقع ليتربوكسد (الإنجليزية)
- استطيع ان اسمع صوتك على موقع كينوبويسك (الروسية)
- استطيع ان اسمع صوتك على موقع قاعدة بيانات الفيلم (الإنجليزية)